# Sketch History
Sketch History ist eine Sketch-Comedy-Serie zum Thema Weltgeschichte, die vom 9. Oktober 2015 bis zum 25. Oktober 2019 in unregelmäßigen Abständen im ZDF ausgestrahlt wurde. Seit Mai 2025 wird eine vierte Staffel produziert.

## Inhalt
In den 25 Minuten einer Sendung werden verschiedene Fernseh-Sketche gezeigt, die historische Ereignisse und Persönlichkeiten parodieren. Diese Ereignisse beruhen zum großen Teil auf realen historischen Figuren, wie beispielsweise John F. Kennedy, William Shakespeare, Adolf Hitler, Martin Luther, Ferdinand Magellan oder Napoleon Bonaparte, aber auch fiktiven Figuren. Die einzelnen Sketche werden durch ironische Off-Kommentare von Bastian Pastewka und Cartoon-Animationen im Stile von Terry Gilliam verknüpft. Fester Bestandteil der Sendung ist auch, dass die dargestellten Figuren ähnlich den Zeitzeugen in realen ZDF-History-Dokumentationen vor neutralem Hintergrund kommentierende Aussagen tätigen.
Es gibt wiederkehrende Elemente, so werden beispielsweise historische Figuren wie Gaius Iulius Caesar, Melchior oder der erste Geiger der Bordkapelle der Titanic als Vorfahren des Schauspielers Klaus Kinski gezeigt, indem Max Giermann sie in Form von Kinskis berüchtigten Wutausbrüchen darstellt, die unter anderem beim Dreh von Fitzcarraldo und bei der Rezitation Jesus Christus Erlöser auftraten. Alexander Schubert und Holger Stockhaus stellen die beiden berlinernden Mitarbeiter der Baufirma Trockenbau Kasallek dar, die zu verschiedenen Zeiten der Weltgeschichte Bauprojekte ausführen sollen, sich zunächst meist dagegen sträuben, dann aber durch eine großzügige Vergütung überzeugt werden können. Am Ende scheitern beide meist kläglich an ihrer Aufgabe.
Matthias Matschke spielt einen Ludwig van Beethoven, der moderne Musik, wie Jump, Engel oder The Final Countdown am Klavier spielt und seine Taubheit bei Unannehmlichkeiten nur vortäuscht. Antoine Monot, Jr. spielt die Päpstin Johanna. Sketch History spielt bewusst mit Anachronismen, indem etwa moderne Erscheinungen wie Frauenquoten oder Praktika in historische Kontexte gesetzt werden. Giermann stellt etwa einen Praktikanten dar, der zu verschiedenen Zeiten Katastrophen auslöst.
Die Serie zeigt etwa Wikinger im Kreise eines „Anonyme Anti-Alkoholiker“-Treffens, Wutbürger an der mittelalterlichen Kölner Dombaustelle, Stuttgart-21-Protestanten beim Bau der US-amerikanischen Eisenbahn, eine Hexenverbrennung als Musical, einen von permanenter Sexsucht getriebenen John F. Kennedy, Goebbels als Büttenredner, Götz von Berlichingen und dessen, nach heutigem Verständnis, grammatikalisch inkorrektes Götz-Zitat oder Offiziere, die trotz Unkenntnis der Ursachen und aktuellen Lage den Dreißigjährigen Krieg nicht abbrechen können, da dieser erst 28 Jahre dauert, und „Achtundzwanzigjähriger Krieg“ ja „unmöglich“ klingen würde.
Jede Staffel zeigt eine „Serie“ in der Serie. In der ersten Staffel „War Boat“ über ein deutsches Kriegsschiff im Zweiten Weltkrieg, in der zweiten Staffel „Erich währt am längsten“ über Erich Honecker und seine Frau Margot und Egon Krenz als Nebenfiguren. In der dritten Staffel geht es um eine WG der ersten Generation der RAF, die neben der Kommune I liegt und zu deren Umfeld auch die unwissenden Helmut und Loki Schmidt gehören.

## Figuren (Auswahl)

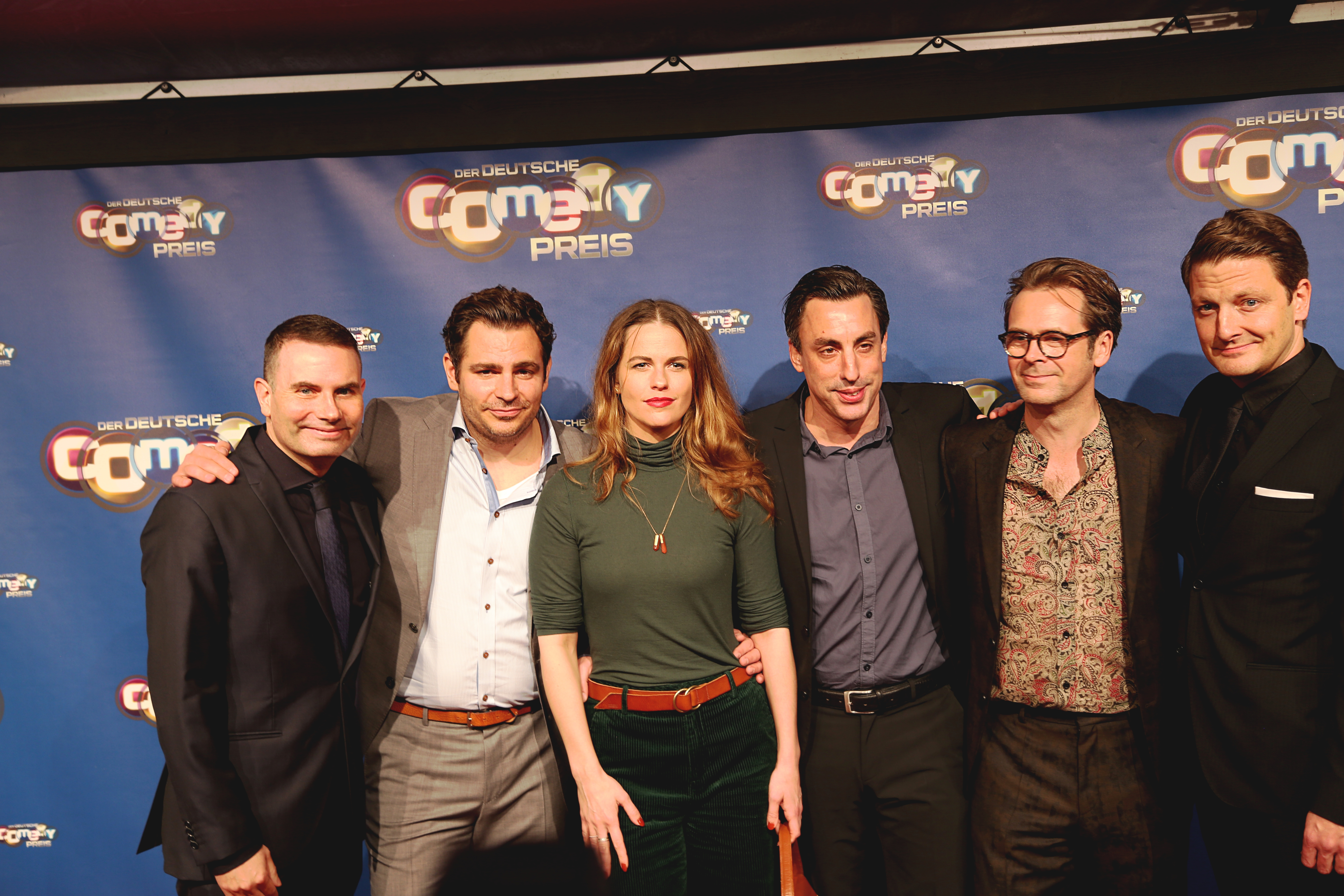
Einige Darsteller: Carsten Strauch, Paul Sedlmeir, Isabell Polak, Alexander Schubert, Matthias Matschke, Holger Stockhaus (2017)

| Schauspieler       | Rollen |
| ------------------ | --- |
| Bastian Pastewka   | Sprecher Al Capone Jesus Christus |
| Alexander Schubert | Egon Krenz Ferdinand Magellan Thomas Alva Edison Leonardo da Vinci Horst Kasallek SS-Soldat Osama bin Laden Holger Meins Galahad John Lennon Marcus Iunius Brutus Pharao Ramses II. Matthäus (Evangelist) Paul Stanley Wolfgang Amadeus Mozart |
| Matthias Matschke  | John F. Kennedy Ludwig van Beethoven Joseph Goebbels William Bligh Marcus Antonius Andreas Baader Erwin Rommel William Shakespeare Odysseus Herodes der Große Parzival Kaiser Nero George Harrison Francis Drake Ferdinand Sauerbruch Che Guevara |
| Max Giermann       | Klaus Kinski (und als dieser in weiteren Rollen wie Gaius Iulius Caesar, Billy the Kid, König Philipp II. von Spanien, Wallace Hartley oder Melchior) Praktikant Fletcher Christian Erich Honecker Robert McNamara Helmut Schmidt Ernst Wilhelm Dall (Ahne von Karl Dall) Hermann Hesse Götz von Berlichingen Benedikt XIV. Alexander der Große Robert Falcon Scott König Artus Yoko Ono Papst Gregor VII Gustave Eiffel Frederick Abberline Friedrich Trump (Großvater von Donald Trump) Johannes (Evangelist) Peter Criss Kaiser Joseph II. von Österreich Athos Papst Urban II. (Ahne von Karl Dall) Ferdinand III. (HRR) |
| Holger Stockhaus   | Adolf Hitler Giacomo Casanova Jürgen Zeitkick (Jürgen Trockenbau) Ludwig X. der Zänker Napoleon Bonaparte Jesus Christus Meister Gerhard von Rile Lancelot Vincent van Gogh Marco Polo Gene Simmons Sigmund Freud Werner Herzog |
| Carsten Strauch    | Walter Ulbricht Neil Armstrong Rainer Langhans Christoph Kolumbus Paul McCartney Heinrich IV. Tristan Howard Carter Markus (Evangelist) Ace Frehley Aramis |
| Antoine Monot Jr.  | Merlin Päpstin Johanna Götz von Berlichingen |
| Judith Richter     | Eva Braun Maria Stuart Elisabeth I. Nofretete Loki Schmidt Calamity Jane Marilyn Monroe Lady Almina Carnarvon Gudrun Ensslin |
| Isabell Polak      | Maria Jacqueline Kennedy Onassis Uschi Obermaier Jeanne d’Arc Kleopatra |
| Valerie Niehaus    | Margot Honecker Ulrike Meinhof Sissi Mata Hari Tamara Bunke Jackie Kennedy |

## Entstehung
Die zweite Staffel wurde von Anfang Mai bis Ende Juni 2016 gedreht. Drehort war Budapest, überwiegend das Gelände der Mafilm-Studios, wo sowohl bestehende als auch neu errichtete Kulissen genutzt wurden. Weitere Drehorte befanden sich über Budapest verteilt und außerhalb der Stadt.
Im Oktober 2018 wurde das Aus der Serie verkündet wurde. Gründe für das Ende wurden nicht genannt.
Im Mai 2025 wurde bekannt, dass eine vierte Staffel in Sofia produziert wird.

## Veröffentlichung
Die zweite Staffel wurde von Dezember 2016 bis Dezember 2017 im ZDF ausgestrahlt. Die ersten sechs Folgen der dritten Staffel liefen von April bis Mai 2018. Die letzten fünf Folgen wurden im September und Oktober 2019 ausgestrahlt.

## Rezeption
Das Konzept und die Qualität der Sendung wurden gemischt aufgenommen.

„Hier wird nicht das Kuriose ins Absurde gedreht, wie es Monty Python vorgemacht hat, sondern mit dem Holzhammer verulkt, was zum Kanon der Menschheitsgeschichte gehört.“

„Klamauk, aber der Güteklasse A. […] Sketch History macht sich einen ganz eigenen Reim auf Personen und Ereignisse der Weltgeschichte und ist damit deutlich unterhaltsamer als die Wahrheit.“

„Man glaubt es kaum: Einen so witzigen, bösen und schwarzen Humor gibt es im deutschen Fernsehen garantiert kein zweites Mal. […] Übersehen kann man die Sendung leicht im Programm, angesichts der späten Sendezeit und der relativ kurzen Dauer. Und das ist sehr schade. Schon alleine die überaus liebevolle Ausstattung, die jedem Historienfilm Ehre machen würde, lässt glaubwürdig historische Epochen wie den Wilden Westen oder die Antike wieder auferstehen. Umso stärker die Wirkung, wenn die Macher Historisches und Aktuelles fröhlich durcheinander werfen. […] Sie beweist auch einen intensiven Sinn für extrem schwarzen Humor. Und das im deutschen Fernsehen – sowas muss man wirklich einmal einfach sehen, um es zu glauben. So fröhlich makaber und witzig. […]“

### Auszeichnungen
- Deutscher Comedypreis
  - 2016: Auszeichnung in der Kategorie Beste Sketch-Show
  - 2017: Auszeichnung in der Kategorie Beste Sketch-Show
  - 2018: Auszeichnung in der Kategorie Beste Sketch-Show

## Kinofilm
Ende Juni 2020 wurde bekannt, dass die Film- und Medienstiftung NRW 700.000 € zur Förderung eines Kinofilms namens Die Geschichte der Menschheit – leicht gekürzt bereitstellt, an welchem sich große Teile des Sketch-History-Teams beteiligen. Bis auf Isabell Polak wirken alle Darsteller des Sketch History-Ensembles mit. Regie führte, wie bei Sketch History, Erik Haffner. Der Film erschien am 16. Juni 2022 in den deutschen Kinos.